# Bachem Ba 349 Natter
Ba 349 Natter (с нем.-Гадюка) — немецкий одноместный ракетный истребитель-перехватчик вертикального взлёта, предназначавшийся для объектовой ПВО. Разработан и испытан в конце Второй мировой войны. Был разработан для борьбы с бомбардировщиками антигитлеровской коалиции.

## Предпосылки создания прототипа
Первый вертикально стартующий ракетный перехватчик был предложен Вернером фон Брауном Техническому департаменту Германии летом 1939 года. Концепт был отклонен как трудноосуществимый. Эрих Бахем, поддерживая контакт с фон Брауном, разработал ряд подобных проектов под общим обозначением Fi.166, которые тоже были отклонены. В конце весны 1944 года был отклонен и проект Бахема под обозначением ВР.20 Natter (с нем. — «Гадюка»). Только личное вмешательство Генриха Гиммлера, который не хотел упустить шанса распространить своё влияние и на сферы ПВО, обязало Технический департамент пересмотреть своё решение. Тем не менее, вышедший в свет вариант Natter, Ва.349 достаточно сильно отличался от исходного проекта Бахема.

## Конструкция самолёта
Конструкция самолёта была практически цельнодеревянной, в целях удешевления и упрощения производства. Самолёт был оснащён одним жидкостным ракетным двигателем Walter HWK 509A (тяга 16,7 кН, время работы 4 минуты) и, поскольку тяги последнего не хватало, для вертикального взлёта использовали четыре сбрасываемых после взлёта твердотопливных ускорителя Schmidding 109—533 (тяга 11,768 кН, время работы 10 сек.). Посадочное шасси отсутствовало. Старт производился с вертикальной направляющей мачты высотой 15 метров.
Самолёт, будучи предназначенным для борьбы с бомбардировщиками, оснащался оригинальным вооружением — пакетом установленных в носовой части неуправляемых ракет — 24 × 73 mm Henschel Hs 217 Föhn или 33 × 55 mm R4M. Выпуск такого количества ракет по бомбардировщику с ближней дистанции должен был гарантированно обеспечивать поражение цели. Пушечное вооружение отсутствовало.
Самолёт был одноразовым — после проведения атаки и планирования до высоты порядка 3000 м пилот приводил в действие механизм рассоединения фюзеляжа самолёта: пилот и двигатель опускались на собственных парашютах, а фюзеляж разбивался о землю.

## Лётные испытания
В период с ноября 1944 по февраль 1945 было проведено, по различным данным, 15 или 18 беспилотных пусков Ва.349. Единственный пилотируемый запуск был произведён 1 марта 1945. В ходе полёта произошла катастрофа: на высоте около 750 метров внезапно сорвало крышку фонаря, пилот потерял сознание и неуправляемая машина, спикировав, врезалась в землю. Оберлейтенант Лотар Зибер погиб.
К весне 1945 года Ва.349, согласно плану проекта, должен был быть готовым к боевому применению. На настоящее время известны остатки трёх стартовых площадок в месте предполагаемого развёртывания перехватчика — в Хазенхольцском лесу недалеко от населённого пункта Кирххайм-унтер-Текк (земля Баден-Вюртемберг). Они расположены в вершинах равностороннего треугольника со стороной 50 метров. Каждая представляет собой бетонный круг (основание стартовой мачты) с подведённым кабельным каналом.
Боевых вылетов Ва.349 не совершил. Всего было построено 36 самолётов. Из оставшихся после испытаний шестнадцати машин 10 было уничтожено на земле при наступлении союзников, 4 перевезены в США (где 3 из них находятся в музеях), по одному экземпляру захватили советские и британские войска.

## Тактико-технические характеристики
Источник данных: Уголок неба

Технические характеристики
- Экипаж: 1 человек
- Длина: 6,00 м
- Размах крыла: 4,00 м
- Высота: 2,24 м
- Площадь крыла: 4,50 м²
- Масса пустого: 880 кг
- Нормальная взлётная масса: 1770 кг
- Максимальная взлётная масса: 2234 кг
- Силовая установка: 1 × Walter WK-509C
- Тяга: 1 × 2000 кгс

Лётные характеристики
- Максимальная скорость: 990 км/ч
- Крейсерская скорость: 790 км/ч
- Практическая дальность: 57 км
- Скороподъёмность: 11400 м/мин

Вооружение
- Неуправляемые ракеты: R4M (НАР), Henschel Hs 297